# 천리장성 (고구려)
천리장성(千里長城)은 고구려가 당나라의 침입을 막기 위해 서쪽 변경(오늘날의 요동 지방)에 쌓은 장성이다. 축조기간은 631년부터 646년까지 총 16년이다.

## 축조 배경

### 기존요동방어선의 한계
고구려의 요동 방어선은 서쪽 경계로 범위를 한정해서 총 4개로 나눌 수 있다.
1. 요하였다. 요하는 적의 군사를 가로막는 자연 방해물로 적의 진격 속도를 늦츨 수 있었다.
2. 요하와 천산산맥 중간에 위치한 성들로, 신성, 요동성, 안시성, 건안성 등이었다. 요하를 넘어온 적이 천산산맥을 오르는 길목에 위치하였다.
3. 천산산맥이었다. 천산산맥은 요동반도의 중간 지점을 종단하는 산맥으로, 요하와 마찬가지로 자연적인 방해물로서 적의 침공을 막아낼 수 있었다.
4. 요택이었다. 요하 하류의 늪으로 대군은 꼭 이곳을 지나지만 여러 세균으로 인해 지나기 어려운 곳 중 하나라서 기습에 용이했다.

그러나 기존 세 개의 요동 방어선은 612년부터 벌어진 수 양제와의 전쟁에서 한계를 드러내었다. 612년 전쟁에서는 요동성이 수나라 군대에게 포위되기도 하였고, 수나라의 30만 별동대가 곧장 수도 평양성으로도 진격하는 등 위기가 찾아오기도 하였다. 

### 당나라
618년에 수나라는 고구려와의 전쟁에서 패한 후 곧 멸망하였다. 당나라 제1대 황제 고조(高祖) 시기에는 고구려와 당나라는 원만한 관계를 유지했으나 626년 당 태종이 즉위한 후 당나라와 고구려와의 관계는 악화되기 시작하였다. 당태종은 중국 중심의 천하를 이루고자 하였고 그리하여 동돌궐을 침략하는 등 주변 국가에 위협적인 태도를 취하였다.
631년(영류왕 13년) 당나라 사신 장손사(長孫師)는 고구려에 와서, 과거 고구려가 수나라와의 승전을 기념하기 위해 세운 경관(京觀)이란 기념물을 헐어 버렸다. 당나라가 주변국을 침략한다는 정보가 알려지고 있던 터라 이에 고구려는 당나라에 대하여 매우 위협을 느끼게 되었다. 그리하여 취약한 요동 방어선을 보강하고, 새로운 위협 세력인 당나라의 침공에 대비하기 위해 천리장성이 축조되기 시작했다.

## 범위
고구려의 서쪽 변경지방 요동 일대에 쌓은 천리장성은 북쪽에서 남쪽으로 능안고성, 부여성, 신성, 개모성, 요동성, 안시성 , 건안성, 득리사성, 비사성을 연결하고 있었다.
- 부여성 (한자 :扶餘城) : 창춘시 눙안 현
- 신성 (한자 :新城) : 푸순 시
- 현도성 (한자 :玄菟城)
- 개모성 (한자 :蓋牟城) : 선양시
- 요동성 (한자 :遼東城) : 랴오양 시
- 백암성 (한자 :白巖城) : 랴오양 시 덩타 시
- 안시성 (한자 :安市城) : 안산 시 하이청 시
- 건안성 (한자 :建安城) : 잉커우 시 가이저우 시
- 비사성 (한자 :卑沙城) : 다롄시 진저우 구

## 최근에 제기된 학설
그동안 학계에서는 고구려의 천리장성이 흔히 생각하는, 성벽이 연속으로 길게 늘어서 있는 형태라고 말해왔지만 이는 새로운 연구 결과에 따라 부정되었다.
고구려의 천리장성은 중국의 만리장성이나 고려의 천리장성과는 달리 성벽이 길게 이어져 있는 형태를 갖추고 있지 않았다. 대신 고구려가 서쪽으로부터 침범해 오는 적들을 막기 위해 구축했던 요동 방어망 사이에, 크고 작은 성이 빼곡히 들어서 있는 형태였다.
대신 요동 방어망이 끝나는 신성 북쪽 요하 중상류에서 부여성이 있는 곳에는 흙으로 긴 장벽을 쌓았다. 그동안 학계에서 고구려의 천리장성이 흙으로 쌓은 치졸한 방어벽이라고 치부해왔던 데에는 요하 중상류와 부여성 사이의 흙 장벽 유적 때문이었다.
또한 학계에서는 고구려의 천리장성이 당나라의 대군을 막아내기에는 역부족이라 하였으나, 천리장성이 제1차 여당전쟁이 끝난 645년보다 2년 뒤인 647년에 완공된 것으로 보아 제1차 여당전쟁에서 천리장성의 역할이 컸음을 추측할 수 있다. 아무 쓸모 없는 성이었다면 전쟁이 끝난 후까지 노동력을 동원하여 쌓을 이유는 없기 때문이다.
645년 제1차 여당전쟁에서 패배한 이후, 당나라는 요동 지역에서 고구려와 전쟁을 피하는 모습을 보인다. 661년 제2차 여당전쟁, 668년 제3차 여당전쟁에서 당나라는 주력군을 육로로 요동을 통과하게 해서 보내는 것이 아닌, 해로로 곧장 평양성으로 보냈다. 당나라의 이러한 행군 경로 변경은 고구려의 천리장성이 여당전쟁에서 대단히 큰 역할을 했다는 것을 반증해준다.

## 같이 보기
- 천리장성
- 천리장성 (고려)

## 참고 자료
- 春二月, 王動衆, 築長城, 東北自扶餘城, 東南至海, 千有餘里. 凢一十六年畢㓛. 출전:삼국사기 권20 고구려본기 제8 영류왕 14년 2월(음) http://db.history.go.kr/id/sg_020_0030_0160
- 〈천리장성〉. 《다음 백과사전 검색》.
- "김용만 (2004). 《『새로쓰는 연개소문傳』》. 바다출판사." 중 고구려의 천리장성 관련 내용